# 3. јун
3. јун (3.6.) је 154. дан године по грегоријанском календару (155. у преступној години). До краја године има још 211 дана.

## Догађаји
- 350 — Непотијан, Константинов сестрић, подигао је у Риму неуспешну узурпацију против владара западног дела Римског царства Магненција.
- 1098 — После петомесечне опсаде, крсташи су у Првом крсташком рату заузели град Антиохију.
- 1818 — Завршен је последњи британски рат против Марата, чиме је Британија стекла превласт у Индији.
- 1837 — Успостављени дипломатски односи између Велике Британије и Кнежевине Србије: Кнез Милош Обреновић у Крагујевцу примио акредитивно писмо првог британског конзула пуковника Хоџиза.
- 1889 — Краљевина Србија преузела је од француског концесионара управљање својом железницом.
- 1896 — У Москви је потписан уговор Русије и Кине о ненападању у наредних 15 година, а Кина је одобрила Русији да користи железницу у северној Манџурији.
- 1940 — Окончана је евакуација савезничких снага из Француске у Другом светском рату. Из луке Денкерк бродовима је евакуисано више од 337.000 британских, француских и белгијских војника.
- 1941 — Почео Невесињски јунски устанак.
- 1951 — Основано Удружење српских писаца у иностранству (Association of Serbian Writers Abroad, ASWA)
- 1959 — Сингапур је проглашен аутономном државом у саставу Комонвелта, у којој су Британци задржали ресоре одбране и иностраних послова.
- 1965 — Амерички астронаут Едвард Вајт изашао је из свемирског брода "Џемини 4" и тако постао први Американац који је „шетао“ космосом, три и по месеца после руског космонаута Алексеја Леонова.
- 1968 — У Београду, а потом и у другим универзитетским центрима у Југославији, почеле су студентске демонстрације, прве у комунистичкој Југославији. Протест против привилегија комунистичких функционера, незапослености и угрожавања основних демократских права прекинут је после седам дана након што се студентима преко ТВ Београд обратио председник СФРЈ Јосип Броз Тито, који је подржао студенте и обећао им брже решавање друштвених проблема.
- 1973 — Совјетски суперсонични авион "Тупољев 144" срушио се у близини Париза током ваздухопловне изложбе. Погинуло је свих шест чланова посаде и седам француских сељака.
- 1989 — У експлозији гасовода на Транссибирској железници дигнута су у ваздух два путничка воза. Погинуло је 575 људи, а око 600 је рањено.
- 1995 — Министри одбране НАТО-а и ЕУ донели су одлуку о стварању Снага за брзо реаговање у Босни, које ће штити мировне трупе УН од напада Срба из Републике Српске.
- 1998 — Брзи воз Интерсити експреса је излетео са шина између Хановера и Хамбурга, усмртивши 101 особу.
- 1999 —
  - Председник СР Југославије Слободан Милошевић прихватио је мировни план САД, ЕУ и Русије, који су у Београд донели фински и руски посредници Марти Ахтисари и Виктор Черномирдин. План, који је подразумевао долазак међународних снага на Косово, био је услов за престанак ваздушних напада НАТО-а на Југославију.
  - Сазвано је заседање новог парламента Нигерије, чиме је после више од 15 година окончана владавина војним декретима у најмногољуднијој афричкој земљи.
- 2004 — У Специјалном суду у Сијера Леонеу почело је суђење одговорнима за злочине током грађанског рата у тој земљи у коме је страдало око 200 људи. Тај суд основан је две године раније.
- 2006 — Скупштина Црне Горе је прогласила независност и од тада Србија и Црна Гора више не постоји.

## Рођења
- 1808 — Џеферсон Дејвис, амерички политичар и војсковођа. (прем. 1889)[1]
- 1886 — Коста Новаковић, српски политичар и публициста. (прем. 1938)[2]
- 1906 — Жозефина Бекер, француско-америчка забављачица, певачица и плесачица. (прем. 1975)[3]
- 1910 — Полет Годард, америчка глумица и продуценткиња. (прем. 1990)[4]
- 1924 — Торстен Визел,  шведски микробиолог, дообитник Нобелове награде за медицину 1981. године.[5]
- 1925 — Тони Кертис, амерички глумац. (прем. 2010)[6]
- 1926 — Ален Гинзберг, амерички песник, филозоф и писац. (прем. 1997)[7]
- 1937 — Мило Бошковић (песник), црногорски песник. (прем. 1974)[8]
- 1944 — Раша Павловић, српски певач.[9]
- 1950 — Сузи Кватро, америчка музичарка и глумица.[10]
- 1960 — Јасенко Хоура, хрватски музичар, најпознатији као оснивач, певач и гитариста групе Прљаво казалиште.[11]
- 1963 — Аница Добра, српска глумица.[12]
- 1971 — Луиђи ди Бјађо, италијански фудбалер.[13]
- 1971 — Габор Сагмајстер, српски мотоциклиста.
- 1972 — Жили Гаје, француска глумица и продуценткиња.[14]
- 1973 — Драгица Јовановић, француска порнографска глумица.[15]
- 1974 — Сергеј Ребров, украјински фудбалер и фудбалски тренер.[16]
- 1974 — Дејан Стојановић Кепа, српски музичар, најпознатији као бубњар групе Смак.[17]
- 1976 — Александра Балмазовић, словеначка глумица.[18]
- 1979 — Мато Неретљак, хрватски фудбалер и фудбалски тренер.[19]
- 1980 — Амаури, бразилско-италијански фудбалер.[20]
- 1980 — Лазарос Пападопулос, грчки кошаркаш.[21]
- 1982 — Јелена Исинбајева, руска атлетичарка (скок мотком).[22]
- 1985 — Лукаш Пишчек, пољски фудбалер.[23]
- 1986 — Сем Ван Росом, белгијски кошаркаш.[24]
- 1986 — Рафаел Надал, шпански тенисер.[25]
- 1986 — Ал Хорфорд, доминикански кошаркаш.[26]
- 1989 — Имоџен Путс, енглеска глумица.[27]
- 1991 — Тијана Ајдуковић, српска кошаркашица.[28]
- 1992 — Марио Геце, немачки фудбалер.[29]
- 1993 — Ото Портер, амерички кошаркаш.[30]

## Смрти
- 1395 — Јован Шишман, бугарски цар.
- 1657 — Вилијам Харви, енглески лекар. (рођ. 1578)[31]
- 1875 — Жорж Бизе, француски композитор, аутор опере „Кармен“. (рођ. 1838)[32]
- 1899 — Јохан Штраус Млађи, аустријски диригент и композитор оперета и валцера. (рођ. 1825)[33]
- 1924 — Франц Кафка, аустријски писац. (рођ. 1883)[34]
- 1963 — Папа Јован XXIII, поглавар римокатоличке цркве од 1958, протагонист реформе католичке цркве. (рођ. 1881)[35]
- 1989 — Ајатолах Рухолах Хомеини, ирански верски вођа. (рођ. 1902)[36]
- 2001 — Ентони Квин, мексичко-амерички глумац. (рођ. 1915)[37]
- 2016 — Мухамед Али, амерички боксер. (рођ. 1942)[38]
- 2019 — Јурица Јерковић, југословенски фудбалер. (рођ. 1950)[39]

## Празници и дани сећања
- Српска православна црква слави:
  - Светог цара Константина и царицу Јелену
  - Преподобног мученика Пахомија
  - Преподобну Јелену Дечанску
- Светски дан бицикла